# Isadore Singer
Isadore Manuel Singer (Detroit, Míchigan, 24 de abril de 1924-11 de febrero de 2021) fue un matemático estadounidense, catedrático emérito del departamento de matemáticas del Instituto Tecnológico de Massachusetts y catedrático emérito de Matemáticas de la Universidad de California, Berkeley.
Conocido por su trabajo con Michael Atiyah, demostrando el teorema del índice de Atiyah-Singer en 1962, que allanó el camino para nuevas interacciones entre las matemáticas puras y la física teórica.

## Trayectoria
Singer nació el 3 de mayo de 1924 en Detroit (Michigan), hijo de inmigrantes judíos polacos. Su padre, Simon, era impresor y sólo hablaba yiddish, y su madre, Freda (Rosemaity), trabajaba como costurera. Singer aprendió inglés rápidamente y posteriormente se lo enseñó al resto de su familia. Isadore nació con una marca de nacimiento hemangioma prominente bajo el ojo derecho
Singer estudió física en la Universidad de Michigan y se licenció en 1944, tras sólo dos años y medio, para poder alistarse en el ejército.  Fue destinado al ejército estadounidense en Filipinas, donde era oficial de radar. Durante el día, dirigía una escuela de comunicaciones para el ejército filipino. A su regreso del servicio militar, Singer estudió matemáticas durante un año en la Universidad de Chicago. Aunque su intención inicial era volver a la física, su interés por las matemáticas se despertó y continuó con la asignatura, obteniendo un máster en Matemáticas en 1948 y un doctorado en Matemáticas en 1950 bajo la supervisión de Irving Segal.
Singer fue presidente del Comité de Ciencia y Política Pública de la Academia Nacional de Ciencias de Estados Unidos, miembro del Consejo Científico de la Casa Blanca (1982-88) y de la Junta de Gobierno del Consejo Nacional de Investigación de Estados Unidos (1995-99). Fue uno de los fundadores del Instituto de Investigación de Ciencias Matemáticas, organización independiente sin ánimo de lucro con sede en Berkeley, California.
Singer falleció el 11 de febrero de 2021 en su casa de Boxborough, Massachusetts. Tenía 96 años.
Entre los principales premios que recibió se cuentan el Premio Bôcher en 1969, el Premio Leroy Steele en el año 2000, ambos de la Sociedad Americana de Matemáticas, la medalla Wigner en 1988, la Medalla Nacional de Ciencia de Estados Unidos en 1983, el Premio Abel, compartido con Michael Atiyah en 2004, y el premio James Rhyne Killian del MIT en 2005.

## Publicaciones
- 1976 (con J. Thorpe): «Lecture notes on elementary topology and geometry'»', Springer , Undergraduate Texts in Mathematics.
- Quantum Field Theory, Supersymmetry, and Enumerative Geometry, con Daniel Freed y David Morrison, IAS/Park City Mathematics Series, 2006, ISBN 978-0-8218-3431-2.